# Peraceae
Peraceae is een botanische naam, voor een familie van tweezaadlobbige planten. Een familie onder deze naam wordt zelden erkend door systemen voor plantentaxonomie, maar recentelijk wel door de APWebsite [27 juli 2009].
Het gaat dan om een familie van 135 soorten in vijf geslachten, met als twee belangrijkste geslachten:
- Clutia: ongeveer 70 soorten.
- Pera: ongeveer 40 soorten.

Het Cronquist systeem (1981), het APG-systeem (1998) en het APG II-systeem (2003) erkenden niet een familie onder deze naam en plaatsten de betreffende planten in de wolfsmelkfamilie (Euphorbiaceae).
Eerder werd, in het recente verleden, ooit wel een familie onder deze naam erkend die dan alleen bestond uit het geslacht Pera.